# Daniel Lennartsson
Daniel Lennartsson Anderås, född 12 februari 1988, är en svensk trestegshoppare och advokat från Vimmerby. Han vann SM-guld i tresteg inomhus åren 2012, 2014 och 2015. Han tävlar för Örgryte IS.

## Personliga rekord
| Utomhus - Höjdhopp – 2,06 (Göteborg 30 juni 2007) - Längdhopp – 7,23 (Göteborg 18 augusti 2017) - Tresteg – 16,12 (Umeå 3 augusti 2014) | Inomhus - 60 meter - 7,34 (Göteborg 8 december 2012 - 1 000 meter - 2:44,69 (Göteborg 13 mars 2016 - 60 meter häck - 8,94 (Göteborg 13 mars 2016 - Höjdhopp – 2,14 (Göteborg 5 december 2010 - Stavhopp – 3,94 (Göteborg 13 mars 2016) - Längdhopp – 6,99 (Göteborg 12 mars 2016) - Tresteg – 16,27 (Göteborg 22 februari 2014) - Kula – 11,16 (Göteborg 12 mars 2016) - Femkamp – 5 106 (Göteborg 13 mars 2016) |

### Fotnoter
1. 1 2  ”Tävlingsårsskiftesövergångar 15 november 2007”. friidrott.se. 23 oktober 2007. Arkiverad från originalet den 17 september 2018. https://web.archive.org/web/20180917034137/http://www.friidrott.se/forbundsinfo/overgangar/arsskifte0708.aspx. Läst 16 september 2018.
2. ↑  ”Tävlingsårsskiftesövergångar 15 november 2009”. friidrott.se. 22 oktober 2009. Arkiverad från originalet den 2 februari 2017. https://web.archive.org/web/20170202075349/http://www.friidrott.se/forbundsinfo/overgangar/arsskifte0910.aspx. Läst 16 september 2018.
3. ↑  ”Stora SM 2010, dag 4”. trackandfield.se. Arkiverad från originalet den 27 september 2013. https://web.archive.org/web/20130927090733/http://www.trackandfield.se/resultat/2010/100822.htm. Läst 2 september 2013.
4. ↑  ”Stora SM 2013, dag 3”. trackandfield.se. Arkiverad från originalet den 3 september 2013. https://web.archive.org/web/20130903075045/http://www.trackandfield.se/resultat/2013/130831.htm. Läst 2 september 2013.
5. ↑  ”Stora SM 2014, dag 3” (htm). trackandfield.se. http://www.trackandfield.se/resultat/2014/140803.htm. Läst 21 oktober 2014.
6. ↑  ”Stora SM 2015, dag 3”. trackandfield.se. http://www.trackandfield.se/resultat/2015/150809.htm. Läst 31 oktober 2015.
7. ↑  ”Stora SM 2017”. http://www.trackandfield.se/resultat/2017/170825_27.htm. Läst 1 oktober 2017.
8. ↑  ”Stora SM 2018”. http://www.trackandfield.se/resultat/2018/180824.htm. Läst 5 september 2018.
9. ↑  ”Stora inne-SM 2009 dag 1, resultat”. ism2009.se. Arkiverad från originalet den 11 augusti 2010. https://web.archive.org/web/20100811153235/http://www.ism2009.se/filer/resultat_dag1.html. Läst 17 juli 2012.
10. ↑  ”Stora inne-SM 2011 dag 1, resultat”. trackandfield.se. http://www.trackandfield.se/resultat/2011/110226.htm. Läst 19 juli 2012.
11. ↑  ”Stora inne-SM 2012, resultat”. trackandfield.se. http://www.trackandfield.se/Resultat/2012/120218_19.htm. Läst 19 juli 2012.
12. ↑  ”Stora inne-SM 2014 dag 1, resultat”. trackandfield.se. http://www.trackandfield.se/resultat/2014/140222.htm. Läst 14 januari 2015.
13. ↑  ”Stora inne-SM 2015, resultat”. archive.is. Arkiverad från originalet den 22 februari 2015. https://archive.is/20150222161525/http://livetiming.se/track/ism15/. Läst 29 mars 2015.
14. ↑  ”Stora inne-SM 2016, resultat”. livetiming.se. http://livetiming.se/track/ism16/. Läst 26 maj 2016.
15. ↑  ”Daniel Lennartsson Anderås”. delphi.se. https://www.delphi.se/sv/medarbetare/daniel-lennartsson-anderas/. Läst 9 juni 2021.
16. 1 2 3 4 5 6 7 8 9 10 11  ”Personsida på IAAF:s webbplats” (på engelska). iaaf.org. https://www.iaaf.org/athletes/sweden/daniel-lennartsson-289297. Läst 16 september 2018.